# ISO 3166-2:PK
Die Liste der ISO-3166-2-Codes für  Pakistan enthält die Codes für die vier Provinzen, das Hauptstadtterritorium und zwei weitere Gebiete von Pakistan.

Die Codes bestehen aus zwei Teilen, die durch einen Bindestrich voneinander getrennt sind. Der erste Teil gibt den Landescode gemäß ISO 3166-1 (für  Pakistan PK), der zweite den Code für die Verwaltungseinheit wieder.
Die aktuellen Codes stehen auf der Seite der ISO unter #iso:code:3166:PK zur Verfügung.

| Verwaltungseinheit              | Code  |
| ------------------------------- | ----- |
| Asad Jammu und Kaschmir         | PK-JK |
| Belutschistan                   | PK-BA |
| Gilgit-Baltistan                | PK-GB |
| Hauptstadtterritorium Islamabad | PK-IS |
| Khyber Pakhtunkhwa              | PK-KP |
| Punjab                          | PK-PB |
| Sindh                           | PK-SD |

Provinzen, Hauptstadtterritorium und weitere Gebiete in Pakistan

Bis 2018 gab es zusätzlich die Stammesgebiete unter Bundesverwaltung, die dann Khyber Pakhtunkhwa zugeschlagen wurden. Deren Code wurde 2019 gelöscht.
| ehem. Verwaltungseinheit              | ehem. Code |
| ------------------------------------- | ---------- |
| Stammesgebiete unter Bundesverwaltung | PK-TA      |